# Georg Balthasar
Georg Balthasar auch George Balthasar, tschechisch Jiřík Baltazar (* in Böhmen; † 14. August 1629 in Prag), war ein böhmischer Bauer und Laienprediger. Er gilt als evangelischer Märtyrer.

## Leben
Über das Leben Georg Balthasars vor seinem Todesjahr ist nur bekannt, was er in seinem weiter unten erwähnten Verteidigungsschreiben ausgesagt hat. Von Beruf war er Bauer und lebte in dem zu Zlonice gehörigen Dorf Tmáň unter der Herrschaft des Barons Bohuchwal (Gottlob) Walkaun von Adlar (tschechisch Bohuchval Valkoun z Adlaru). Balthasar galt als Analphabet.
Walkaun, der sich, wohl um Repressalien zu entgehen, schon einige Zeit vorher gemeinsam mit seinen Untergebenen vom evangelischen Glauben abgewandt hatte, verklagte Balthasar über Jacob Schwojanow beim Schlaner Rat schriftlich als Aufrührer. So wurde Balthasar am 5. Mai 1629 gemeinsam mit 21 weiteren Bauern in Zlonice festgenommen und nach Schlan (tschechisch Slaný) gebracht. Sie sollen dabei Osterlieder gesungen haben. Ihnen wurde vorgeworfen, dass sie zwar vom Glauben der Böhmischen Brüder in Verbindung mit einem entsprechenden Eid zur römisch-katholischen Kirche übergetreten seien, nun aber rückfällig geworden seien und ohne Autorisation der Kirche Gottesdienste gefeiert hätten. In Schlan wurden sie auf verschiedene Gefängnisse verteilt und auf verschiedene Weisen befragt. Balthasar wurde als ihr Anführer angesehen und vor Gericht gestellt. Die Anklage lautete auf unbefugte Predigt und unbefugte Austeilung des Abendmahles. Walkauns Schreiben wurde ihm von einem Anwalt vorgelesen. Er bat um Aufschub, um sich mit Hilfe eines Schreibers schriftlich in tschechischer Sprache verteidigen zu können.
In dieser Schrift führte er aus, er sei nur durch eine harte Gefängnisstrafe und aus mangelndem Gottvertrauen dazu gebracht worden, zur römisch-katholischen Kirche zu konvertieren. Ein Jahr lang habe er dann unter der Vorstellung gelitten, dass Gott ihn dafür auf ewig bestrafen würde und während dieser Zeit unter Tränen um Vergebung gebetet. Daraufhin sei ihm ein Engel erschienen, und der Heilige Geist habe ihm die Wiedergeburt und die Gabe verliehen, richtig und falsch zu unterscheiden und danach zu handeln und zu reden. Ferner sei er zur Bußpredigt beauftragt worden. Walkaun habe ihm verboten, diesem Auftrag zu folgen, doch Gott habe ihn danach vier Jahre lang gestärkt, dennoch zu predigen, für drei Tage (freitags bis sonntags) sogar im Schloss Zlonice vor Walkaun. Drei Geistliche hätten ein göttliches Zeichen von ihm verlangt. Am letzten Tag habe er bei seiner Bußpredigt ein Buch dabeigehabt. Walkaun habe ihn als Seelenverführer bezeichnet, er aber habe auf seinem göttlichen Auftrag bestanden. Niemand sei in der Lage gewesen, ihm das Buch zu entreißen, was Balthasar als das verlangte Zeichen wertete. Er habe über die Unbußfertigkeit der Anwesenden geweint. Er sähe sich aber in seiner Haltung bestätigt, da die Welt die göttliche Wahrheit und ihre Zeugen immer verfolgt habe. Balthasar schloss seine Schrift mit einem erneuten Aufruf zur Buße, der Androhung künftiger göttlicher Strafe und den Worten „Unterdessen sei die Gnade unseres Herrn Gottes mit uns allen. Amen!“ ab.
Zunächst versuchte das Gericht, ihn mit Hilfe des örtlichen Pfarrers und einiger eigens angereister Jesuiten zur Lehre der römisch-katholischen Kirche zurückzuführen; es handelte sich dabei um die einzigen Besucher, die zu ihm gelassen wurden. Balthasar widerstand aber höchst eloquent diesen Bekehrungsversuchen und sagte, er sei zwar Laie und Analphabet, der Inhalt seiner bisherigen und künftigen Predigten sei aber vom Heiligen Geist selbst inspiriert. Ferner erinnerte er erneut an die Gewissensnöte, die er nach seiner offiziellen Abkehr von der evangelischen Lehre durchzustehen hatte und dass er durch die Wunden Christi davon erlöst worden sei. Er bekräftigte, Christus selbst habe ihn zu seiner vierjährigen Tätigkeit als Bußprediger berufen, die er weiterführen wolle. Ein Todesurteil wäre für ihn nur eine Folge der Unbußfertigkeit seiner Richter, er sei bereit zum Martyrium zur Ehre Christi. Er sagte ferner aus, der Heilige Geist habe ihm im Gefängnis gewaltige Dinge offenbart, über die er nicht sprechen könne und dass Christus selbst ihn schützen würde. Die Predigten, die er zuvor in der Öffentlichkeit gehalten hatte, waren ähnlichen Inhalts. Die evangelische Abendmahlslehre und die Einzigkeit Christi als Mittler begründete er biblisch; seine Argumentation zeugte von guter Bibelkenntnis. Auch drohte er den Verfolgern des evangelischen Glaubens und der römisch-katholischen Geistlichkeit mit der Strafe Gottes und sagte die Reorganisation der zerrissenen evangelischen Kirche voraus.
Am 10. August 1629 wurde Georg Balthasar nach Prag gebracht. Er wurde zum Tode verurteilt, da seine feste Absicht, weiterhin den evangelischen Glauben verbreiten zu wollen, unverkennbar war.
Das Urteil wurde am 14. August 1629 vor Sonnenaufgang vor den Toren der Stadt in der Nähe des Galgens durch Enthauptung vollstreckt, ohne dass die Bevölkerung zuvor informiert worden wäre. Diese Vorgehensweise wurde später teilweise so gedeutet, dass wohl verhindert werden sollte, dass Balthasar noch kurz vor seiner Hinrichtung gegen die römisch-katholische Kirche agitieren könnte. Danach wurde sein Leichnam gevierteilt. Die Leichenteile wurden zur Abschreckung an öffentlichen Straßen ausgestellt.

## Angebliche Prophezeiungen, Strafen und Zeichen
Georg Balthasar hatte vor seinem Tode erklärt, dass die Verfolger des Volkes Gottes schon in dieser Welt ihr Gericht erleiden würden, und dass die verstreute Herde Christi wieder versammelt würde. Die verfolgten Böhmischen Brüder berichteten über Vorfälle, durch die sich ihrer Meinung nach der erste Teil dieser Voraussage durch bemerkenswerte Gottesstrafen gegen führende Verfolger erfüllt habe.
Sie berichteten auch über außerordentliche Zeichen wie Himmelserscheinungen und Ähnliches, die sich angeblich während dieser Zeit ihrer Bedrängnis in Böhmen ereignet hatten. Es ist wohl nicht überraschend, dass Mitglieder einer verfolgten Minderheit in der damaligen Zeit Vorzeichen und Omen in einfachen Naturphänomenen sahen. So scheint es beispielsweise, dass sich ein bemerkenswerter Ausbruch von Donnerschlägen genau an dem Tag ereignete, als einige Hinrichtungen evangelischer Christen in Prag stattfanden, ferner ein außergewöhnlicher Hagelsturm am Tag einer feierlichen Fronleichnamsprozession am Kunzenberg nur kurze Zeit später. Es gab merkwürdige Geschichten von Blutbrunnen und ähnlichen Wundern, die möglicherweise auf eine überreizte Phantasie der Berichterstatter zurückzuführen waren.
Über einige vom evangelischen Glauben Abgefallene wurde berichtet, sie seien nach ihrer Abkehr in Raserei verfallen, andere sollen Anfälle erlitten haben, die Epilepsie ähnelten, weitere ähnliche Berichte kamen hinzu.

## Rezeption
Johann Henrich Reitz sah Georg Balthasar als Beispiel dafür an, dass aus Büchern erlerntes religiöses Wissen rein weltlicher Natur sei und an der wahren Gotteserkenntnis, wie sie dem doch ungebildeten Georg Balthasar zuteilwurde, hindere, und fügte deshalb in seiner 1726 veröffentlichten Historie der Wiedergebohrnen dem Bericht über Balthasar ein entsprechendes Gedicht an, dessen ursprünglicher Verfasser unbekannt ist.
Das Gedicht findet sich ohne Bezug zu Balthasar als Volksliedtext unter dem Titel Werd’ ein Kind auch in Achim von Arnims 1805 erschienenem ersten Band der Liedersammlung Des Knaben Wunderhorn, so dass es bisweilen fälschlich von Arnim zugeschrieben wird.
Im Folgenden sind beide Versionen wiedergegeben:
| Text in der Historie der Wiedergebohrnen | Text in Des Knaben Wunderhorn |
| --- | --- |
| Zum Beschluß und Wiederholung / daß die von Menschen und aus Büchern gefassete Gottgelehrtheit / die nur eine Welt=Weißheit und Philosophie ist / auffblähe und an der wahren Gottgelehrtheit hindere / so setzen wir hieher: 1. Klein und arm an Hertz und Munde Mußst du seyn / wann Christus soll Gehen auff in deinem Grunde: Denn die Rose und Viol Wächst im Thal der nidern Seelen / Die nichts Hohes hier erwählen! 2. Mögtst du nur so seyn demüthig Wie die nidre Sarons=Blum / Und demnach stehn ehrerbietig Und vor GOtt gebücket=krumm: So soltst du gar bald die Gaben Seines Geistes in dir haben. 3. Wann dich aber hoch beflecket Deiner Weißheit stoltze Witz; Sich alsdenn vor dir verstecket Wahrer Wahrheit klarer Blitz: Wann der Buchstab dich gefangen / Kanst du nicht zum Geist gelangen. 4. Werd ein Kind / werd arm und kleine / Sey nicht hoch noch weiß bey dir; Setze dich in Staub / und weyne / Biß dich GOtt zur Schule führ / Da sein Geist die Arm= und Blöden Weißlich lehret von ihm reden. | Werd ein Kind. Historie der Wiedergebornen. 1742. S. 18. Klein und arm an Herz und Munde Mußt du seyn, wenn Christus soll Gehen auf in deinem Grunde: Denn die Rose und Viol Wächst im Thal der niedern Seelen, Die nichts hohes hier erwählen! Mögst du nur so seyn demüthig, Wie die niedre Sarons Blum, Dennoch stehen ehrerbietig Und vor Gott gebücket krumm: Also mögst du bald die Gaben Seines Geistes in dir haben. Wenn dich aber hoch beflecket Deiner Weisheit stolzer Witz, Sich alsdann vor dir verstecket Wahrer Wahrheit klarer Blitz: Wenn der Buchstab dich gefangen, Kannst du nicht zum Geist gelangen. Werd ein Kind, werd arm und kleine, Sey nicht hoch noch weis’ bei dir, Setze dich in Staub und weine, Bis dich Gott zur Schule führt, Da sein Geist die Arm’ und Blöden Weislich lehret von ihm reden. |

## Gedenktag
14. August im Evangelischen Namenkalender.
Ein zunächst inoffizieller Gedenktag für Georg Balthasar wurde von Jörg Erb für sein Buch Die Wolke der Zeugen (Kassel 1951/1963, Bd. 4, Kalender auf S. 508–520) eingeführt. Die Evangelische Kirche in Deutschland übernahm im Jahre 1969 diesen Gedenktag in den damals eingeführten Namenkalender, seitdem hat er offiziellen Charakter.